# Edward Grierson
Edward Grierson (Bedford, 9 marzo 1914 – Northumberland, 24 maggio 1975) è stato uno scrittore britannico di romanzi gialli.

## Biografia
Nato a Bedford il 9 marzo 1914 e morto nel Northumberland il 24 maggio 1975, è famoso per il suo contributo al genere giallo con il romanzo d'esordio Reputation for a Song, un esempio perfetto di "Inverted detective story" dove il nome del colpevole è noto fin dall'inizio della narrazione e la suspense è ottenuta dalla serie di possibili conseguenze alle quali andrà incontro.
Vincitore nel 1956 del Crossed Red Herring Award con Il secondo uomo, alcune sue opere hanno fornito il soggetto per film e serie televisive.

## Opere principali

### Romanzi
- Reputation for a Song (1952)
- The Hastening Wind (1953)
- Far Morning (1955)
- Il secondo uomo (The Second Man, 1956), Milano, Mondadori, 1994 traduzione di Marilena Caselli (Il Giallo Mondadori N. 2380)
- Dark Torrent of Glencoe (1960)
- The Massingham Affair (1962)
- A Crime of One's Own (1967)

### Romanzi firmati Brian Crowther
- Shall Perish with a Sword (1949)

### Romanzi firmati John P. Stevenson
- The Captain General (1956)

### Saggi
- Storm Bird: The Strange Life of Georgina Weldon (1959)
- The Fatal Inheritance: Philip II and the Spanish Netherlands (1969)
- The Death of the Imperial Dream (1972)
- Confessions of a Country Magistrate (1972)
- King of Two Worlds: Philip II of Spain (1974)
- The Companion Guide to Northumbria (1976)

### Teatro
- His Mother's Son con Raymond Lulham (1953)
- The Ninth Legion (1956)
- The Second Man (1956)
- Mr. Curtis's Chamber (1959)

## Filmografia

### Televisione
- The Second Man episodio della serie Playhouse 90 (1959)
- A Man Involved episodio della serie ITV Play of the Week (1959)
- Reputation for a Song episodio della serie ITV Play of the Week (1960)

### Cinema
- My Lover My Son regia di John Newland (1960)